# McAdoo (Pennsylvania)
McAdoo ist ein Borough in Schuylkill County im Bundesstaat Pennsylvania in den USA. Das U.S. Census Bureau hat bei der Volkszählung 2020 eine Einwohnerzahl von 2.471 ermittelt.

## Geographie
Der Ort liegt 10 Kilometer nördlich von Tamaqua und fünf Kilometer südlich von Hazleton. Die nächstgelegene größere Stadt ist Wilkes-Barre, die sich in einer Entfernung von etwa 40 Kilometern im Norden befindet. In der Nähe führt der Interstate-81-Highway im Westen vorbei.

## Geschichtliches
Der Name des Ortes wurde zu Ehren von William Gibbs McAdoo gewählt. Die Gründung erfolgte im Jahre 1896. Hauptlebensgrundlage der ersten Siedler, die aus Irland und Wales kamen war die Textilindustrie. Nach dem Auffinden von Anthrazitkohle in der Gegend kamen auch Minenarbeiter in den Ort.

## Demografische Daten
Im Jahre 2011 wurde eine Einwohnerzahl von 2299 Personen ermittelt, was eine Zunahme um 1,1 % gegenüber dem Jahr 2000 bedeutet. Das Durchschnittsalter der Bewohner lag im Jahre 2011 mit 39,7 Jahren unter dem Durchschnittswert von Pennsylvania, der 43,3 Jahre betrug.